# 苏丹革命阵线
苏丹革命阵线（阿拉伯语：‎）是苏丹各派别为反对蘇丹總統奥马尔·巴希尔的政府而建立的联盟。2003年起，达尔富尔地区武装组织開始对抗苏丹政府。2011年，南科尔多凡州和青尼罗河州出现武装叛乱。同年11月12日，苏丹革命阵线宣布成立。
2019年4月，苏丹总统奥马尔·巴希尔的政府被军方推翻，数月后苏丹过渡政府成立，开始与苏丹革命阵线等地区武装组织和谈。2019年下半年開始，南苏丹政府斡旋并主持苏丹过渡政府与苏丹革命阵线的和谈。2020年8月31日，苏丹过渡政府与苏丹革命阵线签署初步和平协议。同年10月3日，苏丹过渡政府与苏丹革命阵线在南苏丹首都朱巴签署最终和平协议，以结束长达17年的敌对状态。